# Saint-Bauzille-de-la-Sylve
Saint-Bauzille-de-la-Sylve è un comune francese di 842 abitanti situato nel dipartimento dell'Hérault nella regione dell'Occitania.

## Società

### Evoluzione demografica
Abitanti censiti